# Prištinský incident
Prištinský incident byla konfrontace mezi jednotkami NATO (přesněji americkými a britskými vojáky) a ruskou armádou o prištinské mezinárodní letiště. K události došlo po skončení kosovské války. Ruští vojáci obsadili letiště dříve než NATO, což vyvolalo napětí a téměř i ozbrojený střet. Situace se nakonec vyřešila dohodou, díky níž mohly v Kosovu působit ruské mírové jednotky nezávisle na NATO.